# コンスタンツァ県
| 紋章 コンスタンツァ県の位置 |                     |
| 地域                        | 南東地域            |
| 歴史的な地域                | ドブロジャ          |
| 県都                        | コンスタンツァ      |
| 面積                        | 7,071km²            |
| 人口                        | 655,997人（2021年） |
| 人口密度                    | 92人/km²            |
| ISO 3166-2                  | RO-CT               |

コンスタンツァ県（コンスタンツァけん、Judeţul Constanţa）は、ルーマニア・ドブロジャ地方の県。同国の最南東部に位置し、黒海に面する。県都はコンスタンツァ。西はヤロミツァ県とカララシ県、北はトゥルチャ県とブライラ県、南はブルガリアのシリストラ州・ドブリチ州と接する。

## 人口統計
人口は655,997人（2021年国勢調査）。都市人口がおよそ75%と、ルーマニア国内平均より高い。近年の人口動勢は以下のようになっている。
| 年   | 人口    |
| ---- | ------- |
| 1992 | 748,044 |
| 2002 | 715,151 |
| 2011 | 684,082 |
| 2021 | 655,997 |

人口の多数を占めるのはルーマニア人である。また、オスマン帝国支配時代の名残である、トルコ人とタタール人のコミュニティーも存在する。現在、この地域はルーマニアにおけるムスリム社会の中心となっている。アルーマニア人が大勢ドブルジャ地方に移住してきており、彼らは自身を少数民族というよりむしろ文化的少数派とみなす。その他にはロマ人がいる。 
| 県内の民族構成 | 1880年       | 2021年        |
| -------------- | ------------ | ------------- |
| 合計           | 64,902       | 655,997       |
| ルーマニア人   | 14,884 (23%) | 504,344 (77%) |
| トルコ人       | 14,947 (23%) | 16,121 (2.5%) |
| タタール人     | 22,854 (35%) | 16,918 (2.6%) |
| ブルガリア人   | 7,919 (12%)  | 72 (0.01%)    |
| ギリシャ人     | 2,607 (4%)   | 232 (0.04%)   |
| ロマ人         | <100 (<0.1%) | 6,593 (1.01%) |

## 地理
面積は7,071平方キロメートルである。コンスタンツァ県のほとんどが、大陸性の半乾燥気候を伴う、低台地からなる。およそ144キロメートルの海岸線を持つ黒海沿岸は、内陸と比較すると海洋性気候である。コンスタンツァ県の1月の平均気温は0℃、7月の平均気温は23℃である。
県北東部はシノエ湖のような潟がある。県東部はドナウ川河口である。

## 経済
県の主要産業は以下のとおりである。
- 化学および石油化学工業
- 食品・飲料製造
- 織物産業
- 造船業
- 建設資材製造
- 機械部品製造
- 製紙業

農業は県経済の重要な部分を担っている。コンスタンツァ県は国内最大の潅漑設備を持っている（1989年以前は4,300平方キロメートル以上あったが、現在著しく減っている）。穀物生産が主となっている。ムルファトラル（en:Murfatlar）周辺で生産されるルーマニア・ワインが有名である。 
チェルナヴォダ（en:Cernavodă）には、2つの原子炉をもつ、カナダ人設計のCANDU炉のチェルナヴォダ原子力発電所がある。この原発は国内電力の15％以上を発電している。  
コンスタンツァ港はルーマニア最大の海港で、黒海の重要港の一つである。ドナウ・黒海運河によってドナウ川とつながっている。

## 観光
黒海沿岸は、ルーマニアの夏季観光地が集まっている。
- ママヤ（en:Mamaia）
- コスティネシュティ（en:Costineşti）
- ヴァマ・ヴェケ（en:Vama Veche）
- マンガリア（en:Mangalia）
- コンスタンツァ

## 行政区画
コンスタンツァ県は、3つの都市、9つの町、58の基礎自治体から構成される。

### 主な市町
- コンスタンツァ
- マンガリア
- メドジディア（en:Medgidia）
- ミハイ・コガルニチャヌ（de:Mihail Kogălniceanu (Constanța),en:Mihail Kogălniceanu, Constanța）

## 写真

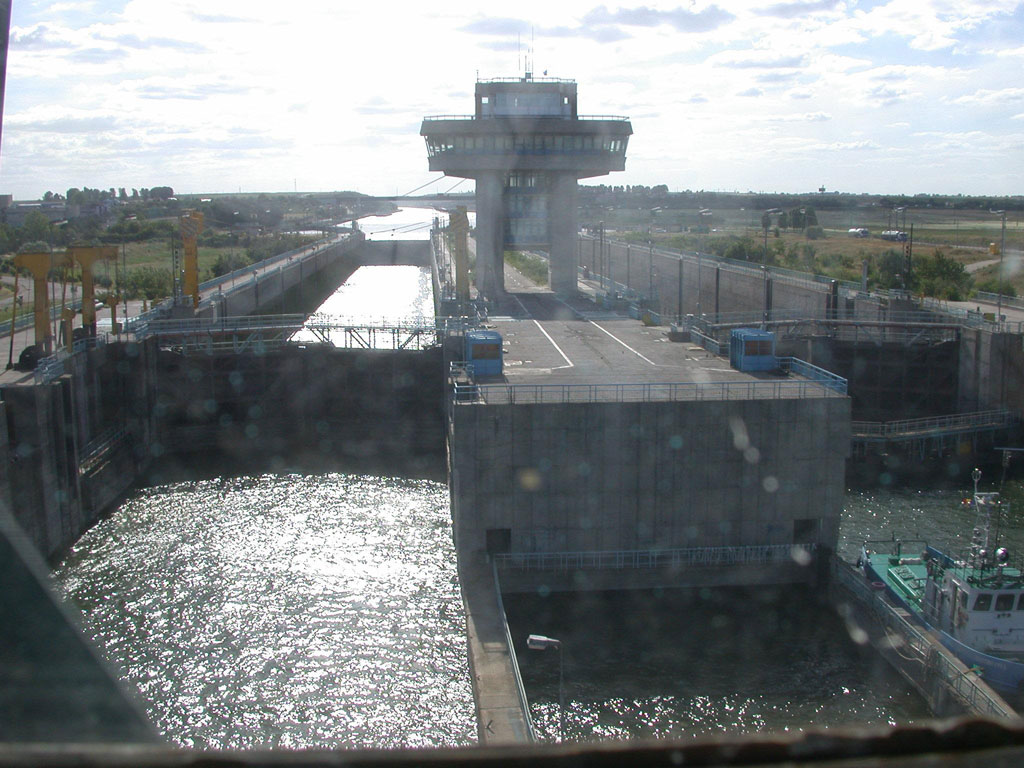
ドナウ・黒海運河
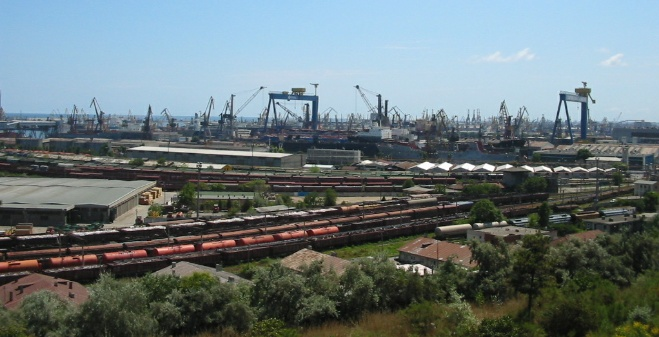
コンスタンツァの港湾風景
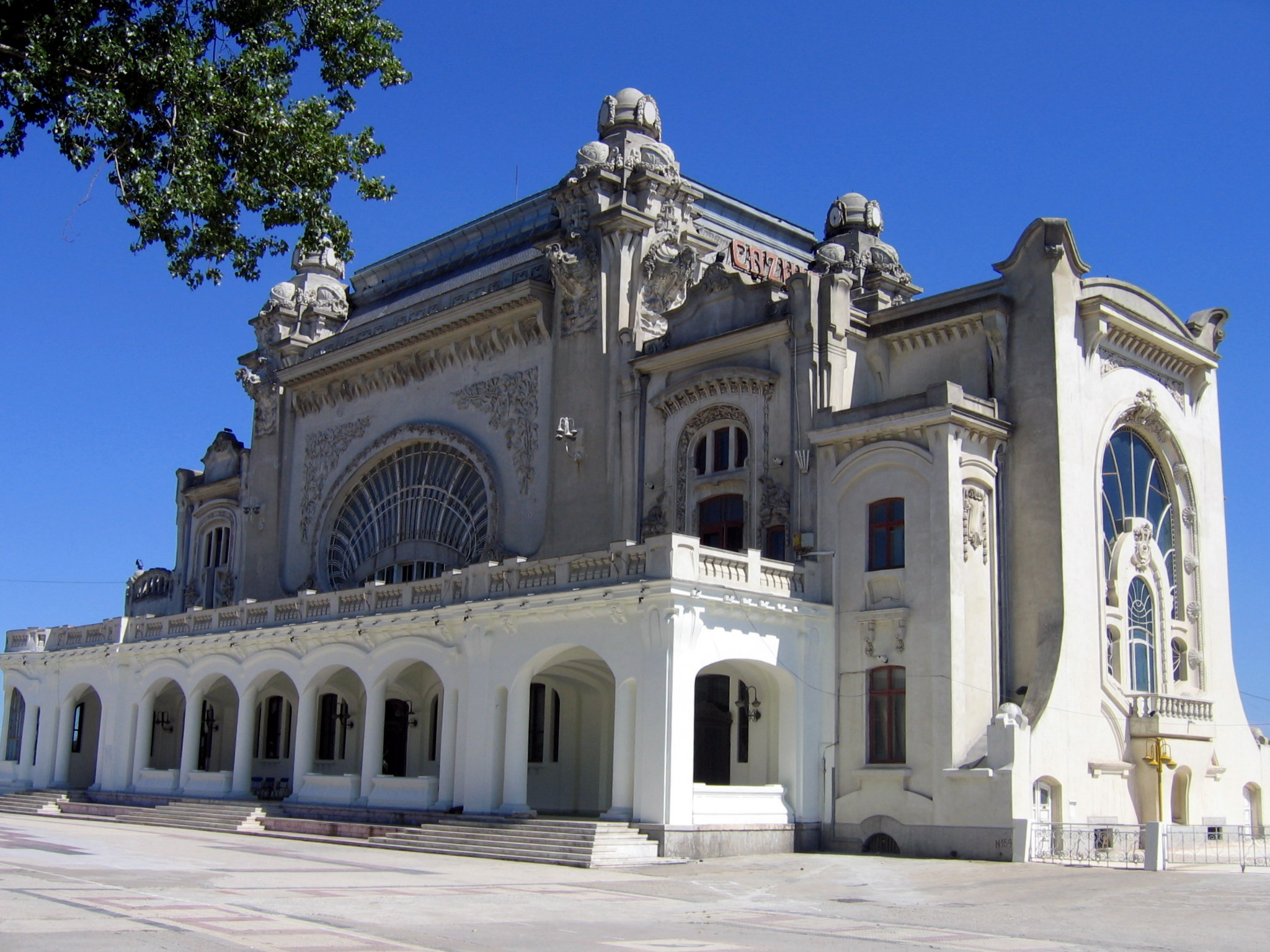
コンスタンツァのカジノ
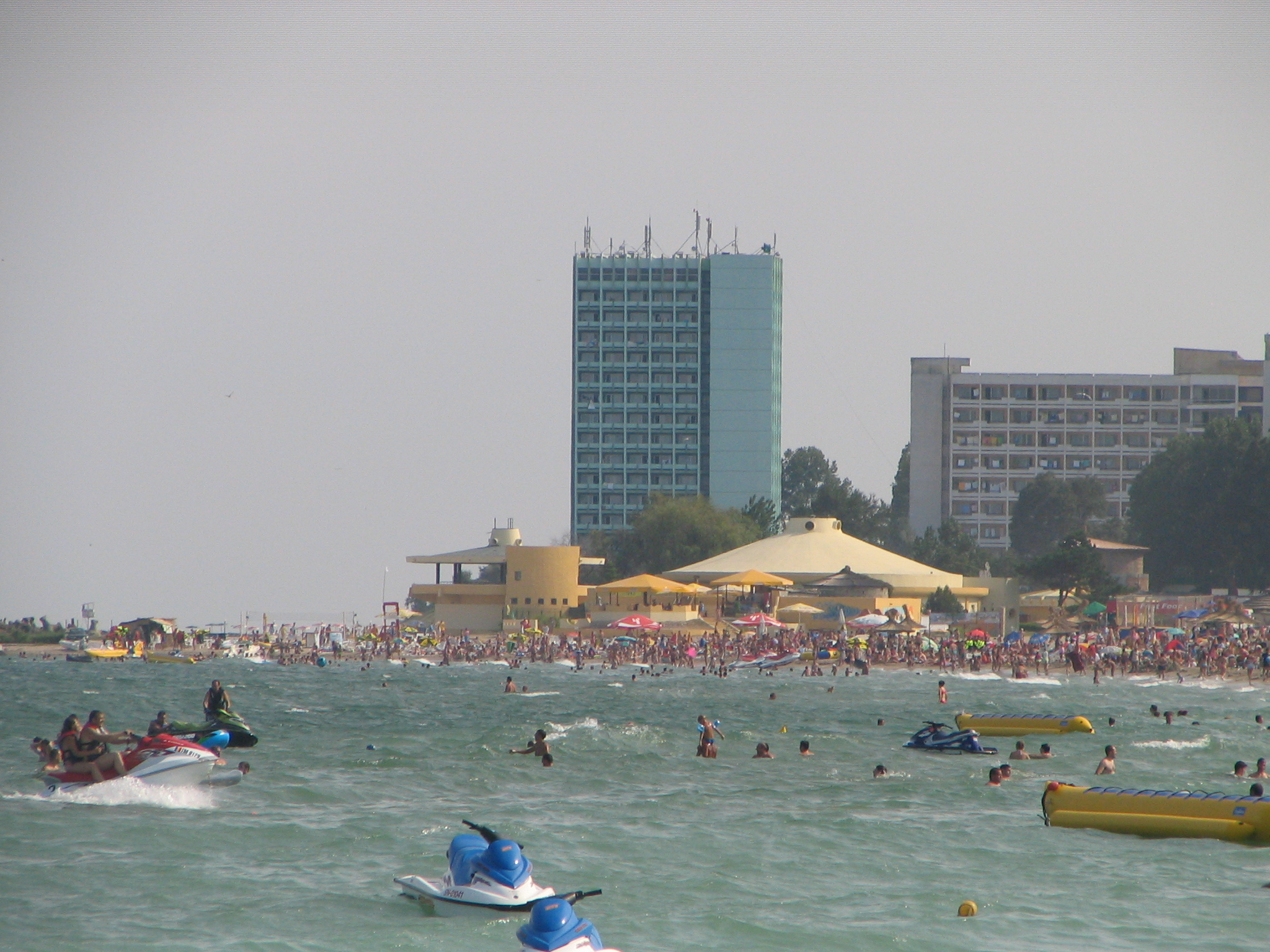
ネプトゥンの海水浴場